# When Your Heart Stops Beating (singolo)
When Your Heart Stops Beating è un singolo del gruppo punk +44 pubblicato nel 2006. È stato trasmesso per la prima volta dalla radio KROQ il 17 settembre 2006. Subito dopo è stato pubblicato un remix del brano.
La canzone è stata presentata durante il college football trasmesso su CBS Sports. È stato utilizzato anche nell'episodio Speed Demon nella serie televisiva Ghost Whisperer. Più recentemente, ne è stata fatta una cover dalla band tedesca Wir sind Helden come parte del singolo per la campagna iTunes Foreign Exchange.

## Video
Nel video, la band suona la canzone in un magazzino abbandonato, nel quale si affollano persone che ballano e coppie che litigano.

## Tracce

### CD Singolo USA/Germania/Australia
1. When Your Heart Stops Beating - 3:14 (+44)
2. When Your Heart Stops Beating (Electronic Remix) - 3:22 (+44)
3. 145 - 3:40 (+44)

Bonus
- Video Musicale: When Your Heart Stops Beating - 3:15 (+44)

### CD Singolo UK
1. When Your Heart Stops Beating - 3:14 (+44)
2. Baby Come On (AOL Remix) - 2:47 (+44)

### Vinile 7" UK
Lato A
When Your Heart Stops Beating - 3:14 (+44)
Lato B
When Your Heart Stops Beating (Electronic Remix) - 3:22 (+44)